# Зиглес
Зиглес (нем. Sigleß) — коммуна (нем. Gemeinde) в Австрии, в федеральной земле Бургенланд.
Входит в состав округа Маттерсбург. Площадь общины составляет 10,16 км², население — 1139 человек (1 января 2021), плотность населения — 114 чел./км². Официальный код — 10614.

## Население
| Год  | Численность |
| ---- | ----------- |
| 1869 | 1181        |
| 1889 | 1244        |
| 1890 | 1234        |
| 1900 | 1361        |
| 1910 | 1499        |
| 1923 | 1471        |
| 1934 | 1329        |
| 1939 | 1240        |
| 1951 | 1194        |
| 1961 | 1131        |
| 1971 | 1108        |
| 1981 | 1039        |
| 1991 | 1052        |
| 2001 | 1148        |
| 2011 | 1126        |
| 2021 | 1139        |

## Политическая ситуация
Бургомистр коммуны — Альфред Крен (СДПА) по результатам выборов 2007 года.
Совет представителей коммуны (нем. Gemeinderat) состоит из 19 мест.
- СДПА занимает 13 мест.
- АНП занимает 6 мест.